# Hermann von Dorne (Politiker, 1568)
Hermann von Dorne (* 12. Januar 1568; † 27. April 1607 in Lübeck) war ein Lübecker Ratsherr.

## Leben
Hermann von Dorne war Sohn des Lübecker Bürgermeister Hermann von Dorne. Er war als Student 1584 an der Universität Rostock immatrikuliert. 1586 wechselte er an die Universität Wittenberg. Dorne wurde 1597 Ratsherr und war 1603 Gesandter der Stadt auf dem Reichstag in Regensburg. 1604 gehörte er wie auch der Ratsherr Mattheus Kossen der Gesandtschaft des Bürgermeisters Jakob Bording zu König Christian IV. von Dänemark an und reiste von Kopenhagen zu weiteren Verhandlungen mit dem Herzog Karl von Södermanland in Schweden weiter. Die Verhandlungen setzten sich mit schwedischen Gesandten in Lübeck fort. Ende des Jahres war von Dorne als Gesandter erneut in Kopenhagen. 1605 und 1606 war er mit der Situation Magdeburgs befasst  und verhandelte dieserhalb für Lübeck in Lüneburg, Bremen und Magdeburg. 1607 war er als Gesandter an den Verhandlungen zwischen der Stadt Braunschweig mit Herzögen von Braunschweig, welche die Selbstständigkeit der Stadt Braunschweig infrage stellten, beteiligt. Seine Familie setzte ihm ein Wappenepitaph in der Lübecker Marienkirche.

## Familie
Dorne war mit einer Tochter des Lübecker Bürgermeisters Hieronymus Lüneburg verheiratet und bewohnte das Haus Mengstraße 4. Sein ältester Sohn Hermann von Dorne wurde Lübecker Bürgermeister, ein zweiter Sohn Hieronymus von Dorne Stadthauptmann von Mölln.